# Stanovništvo Austrije
Republika Austrija je država s vrlo niskim natalitetom, te sve starijim stanovništvom. Natalitet je brzo opadao od 1964. godine, tako da je 1975. prvi puta broj umrlih (mortalitet) premašio broj rođenih (natalitet). Smanjila se i veličina obitelji tako da austrijske obitelji u prosjeku imaju jedno dijete. U zadnja dva desetljeća Austrija bilježi lagan porast pučanstva što je posljedica doseljavanja. Po podacima od 1. siječnja 2017. u Austriji je živjelo 8.772.865 stanovnika.
U Austriji živi 91% Austrijanaca i 9% stranaca, ponajviše iz Turske, Srbije, Hrvatske, Bosne i Hercegovine, Poljske i Njemačke.

## Vjeroispovijest
Po vjeroispovjesti su: katolici (73%), protestanti ili evangelici (4%) i muslimani (3%).

## Jezik i manjine
Službeni jezik je njemački, ali u svakodnevnici se koriste i dijalekti. 
U Austriji žive i nacionalne manjine od kojih su najbrojnije hrvatska, slovenska i mađarska nacionalna manjina koje upotrebljavaju i materinji jezik (npr. Hrvati u Gradišću).

## Hrvatska manjina u Austriji
U Austriji živi oko 120.000 Hrvata od kojih po podacima Austrijskog zavoda za statistiku (Statistik Austria) iz 2012. godine, 56.785 posjeduje hrvatsko državljanstvo.